# キスミレ
キスミレ（黄菫、学名：Viola orientalis (Maxim.) W.Becker}）は、スミレ科スミレ属に分類される小形の多年草の1種。別名、イチゲスミレ・イチゲキスミレ。中国名、東方菫菜。

## 特徴
茎は細く、草の高さは10-15 cm。茎や葉に細かな毛があるか、または葉を除きほとんど無毛。地下茎はふつう直立し、根は太くて長く多数。根生葉は少数で葉柄は長い。葉身は心形で長さ2.5-4 cmで、波状の鋸歯がある茎の上部に3-4枚の茎葉がつき、質は厚く、両面に毛がある。茎の上方の2葉は互いに接近し葉柄は短く、下方の1葉は少し隔たってつき、やや長い葉柄がある。托葉は離生し、卵形で長さ2-3 mm。花は直径1.5-2 cm、花弁は長さ12-15 mm、黄色で丸みがある。上弁の裏面は紫褐色、側弁には毛があり、唇弁と側弁に褐色の条があり、距は極めて短い。花柄は茎上の葉に腋生し、長さ2-4 mm、小さな苞がつく。萼片は披針形で、耳がやや目立つ。花期は4-5月で。春先に他の植物に先立って、開花、展葉し、夏期には地上から姿を消し、地下で休眠に入る多年生植物で、スプリング・エフェメラル（春植物）の生活環をもつ。

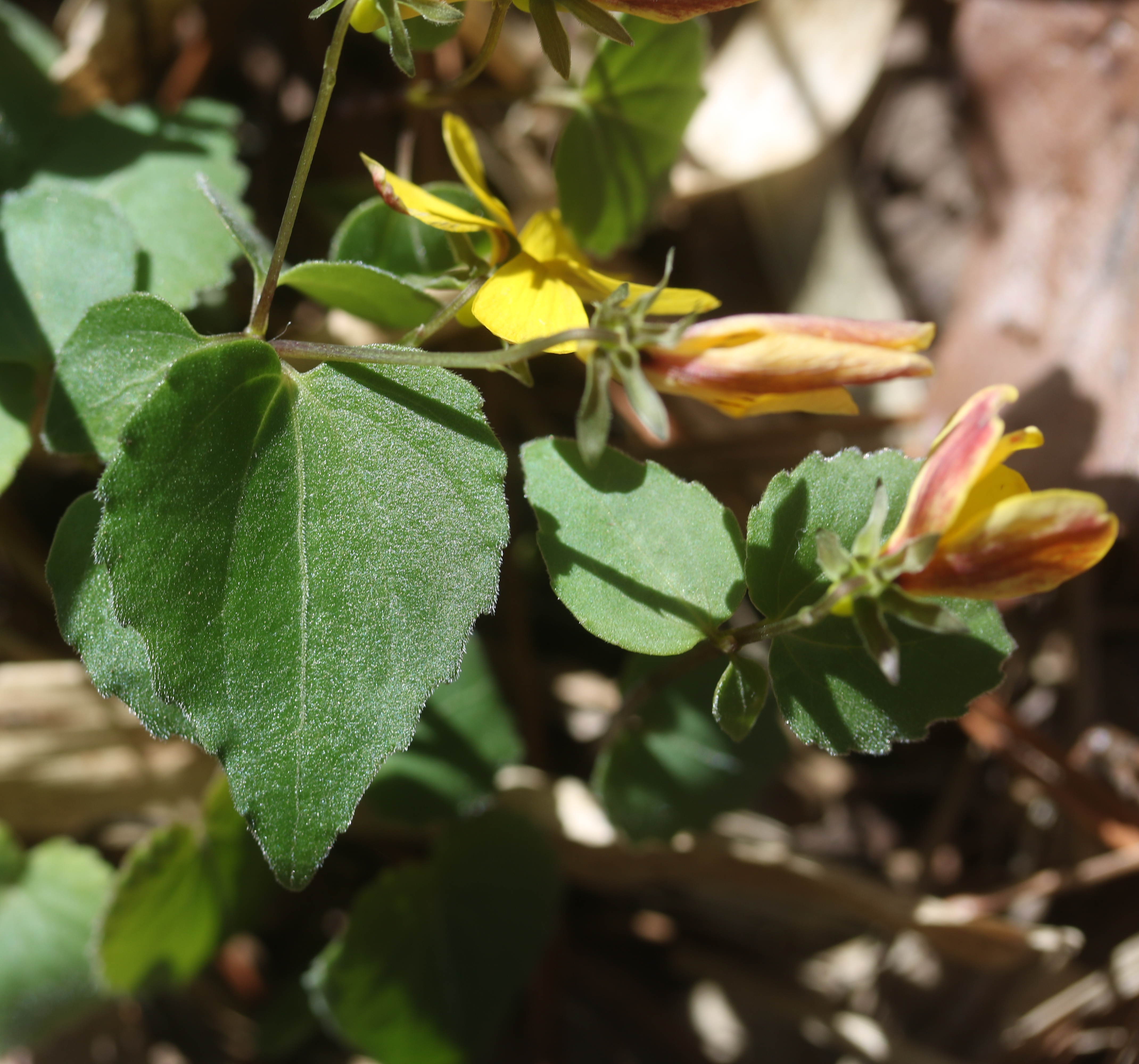
茎の上部の茎葉
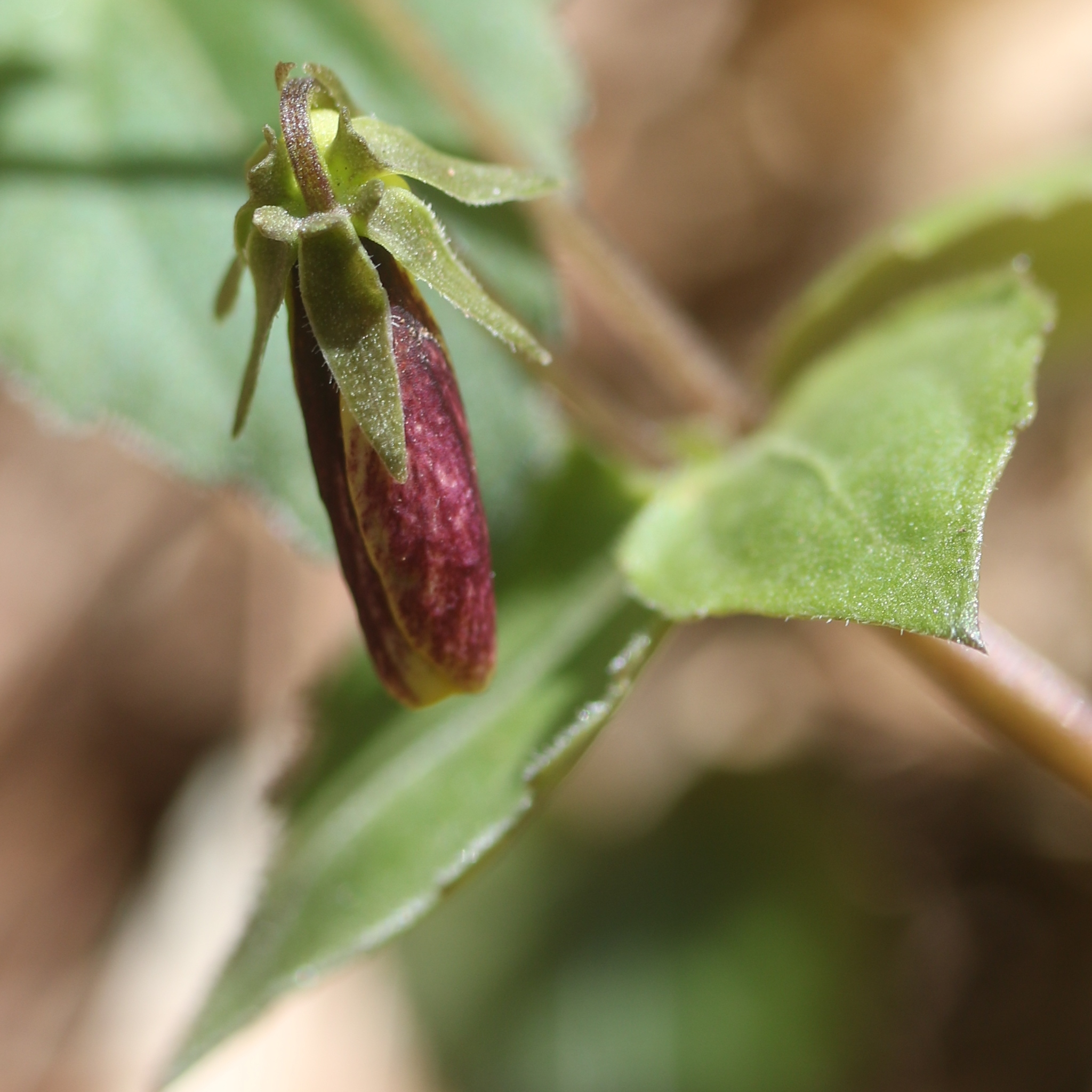
蕾と披針形の萼片、上弁の裏面は紫褐色
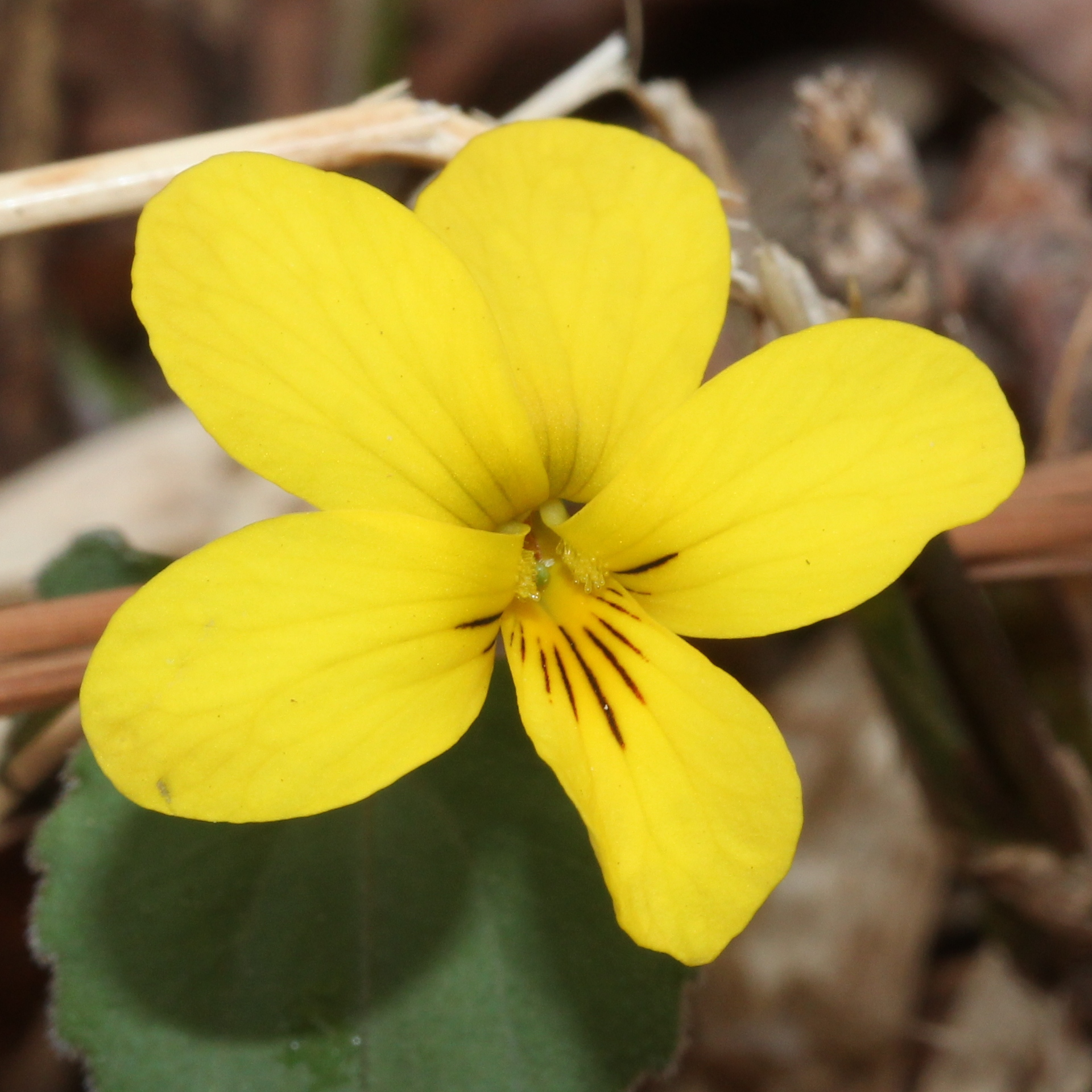
黄色の花の側弁には毛があり、唇弁と側弁に褐色の条がある

## 分布と生育環境

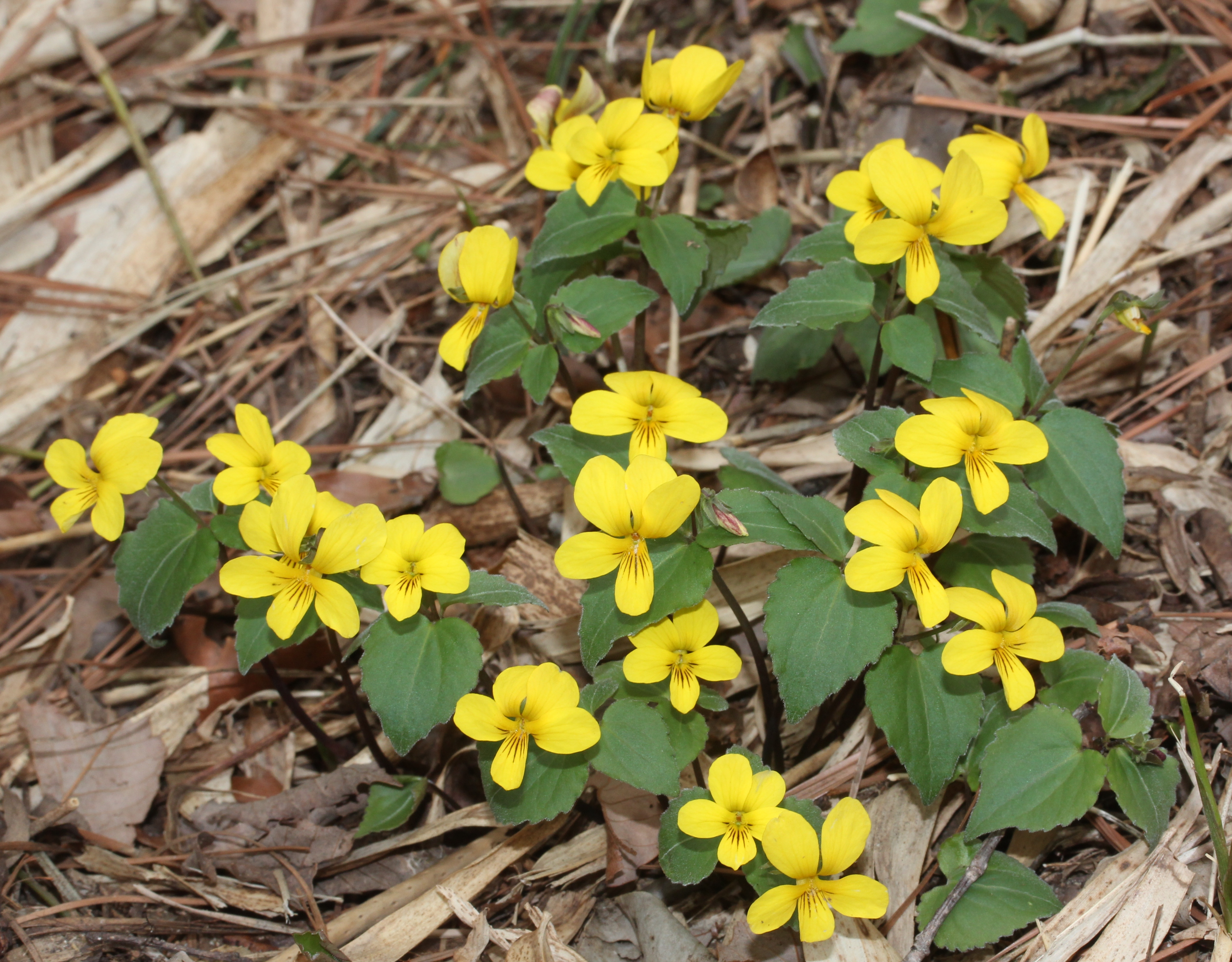
日当たりのよい山地の草地に生育するキスミレ

大陸系のスミレで、ロシアのウスリー、中国（山東半島、東北部）、朝鮮半島と日本に分布する。満鮮要素の植物と呼ばれ、ウルム氷期にアジア大陸から朝鮮半島経由で日本に侵入し、後氷期には西日本の山地の草原を中心に限られた環境下に遺存したと考えられている。
日本では本州（東海地方以西）、四国、九州に点在して稀に分布する。静岡県が東限。富士山、高草山、由布岳、鶴見岳、九重山、阿蘇山周辺、霧島山などに分布する。
日当たりのよい山地の草地に生育する。おもにススキやササ類の卓越する草原に生育する。黒ボク土、褐色森林土、赤黄色土などの土壌に生育する。

## 種の保全状況評価
日本では以下の都道府県で、レッドリストの指定を受けている。環境省による第2次レッドリストでは絶滅危惧II類(VU)の指定を受けていたが、その後除外された。阿蘇くじゅう国立公園や「富士宮市自然環境の保全及び育成に関する条例」などにより、特定希少野生動植物の指定を受けていて、採取したり損傷することが禁止されている。大分県では、野焼きを中止した自生地で絶滅した事例が報告されている。
- 絶滅危惧IA類(CR) - 山梨県[13]、愛知県[14][15]、宮崎県[16]
- 絶滅危惧I類 - 広島県[17]、鹿児島県[18]
- 絶滅危惧IB類(EN) - 愛媛県[19]、高知県[20]
- 絶滅危惧II類(VU) - 静岡県[21]、大分県[12]
- 準絶滅危惧(NT) - 熊本県[22]

## 黄色の花のスミレ
黄色の花を付けるスミレが多数知られていて、その主な種を以下に示す。

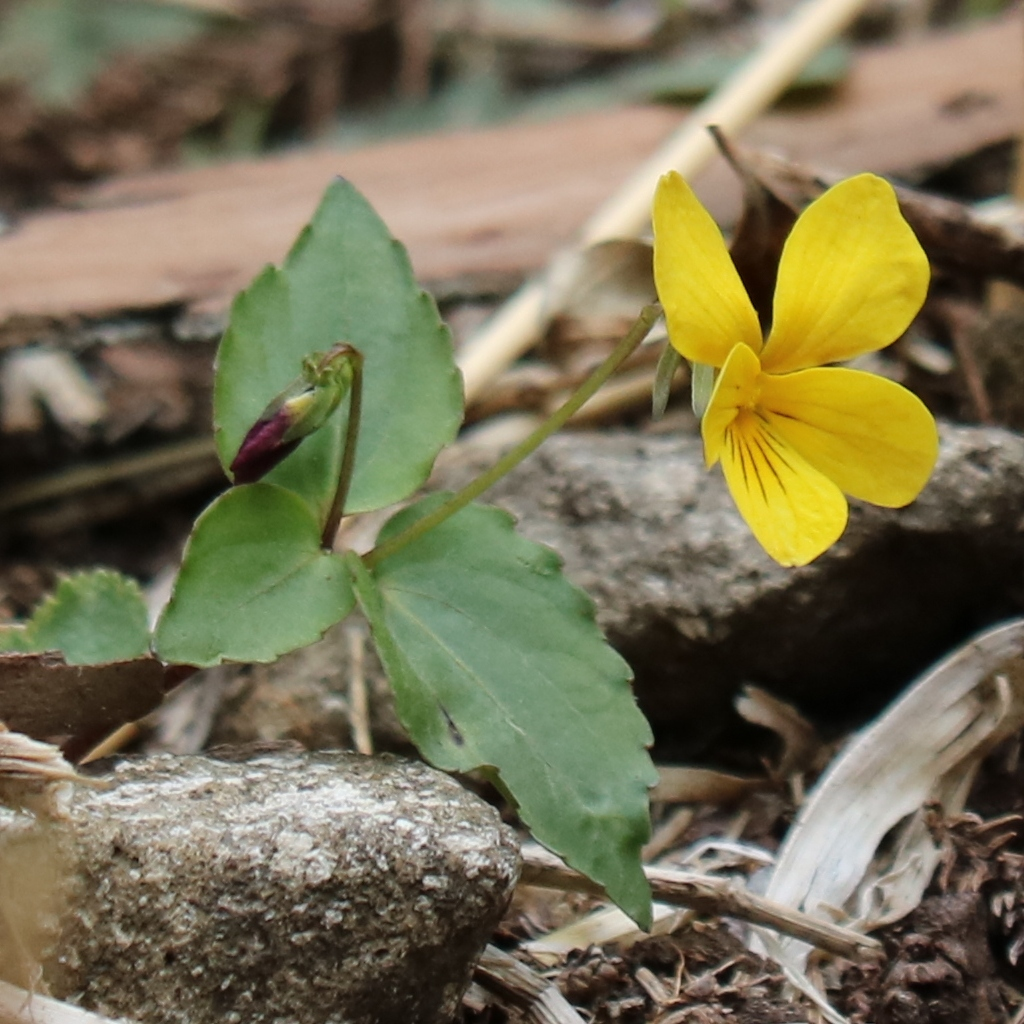
V. orientalis キスミレ
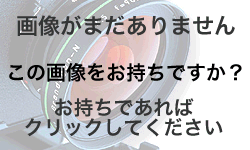
V. alliariifolia ジンヨウキスミレ
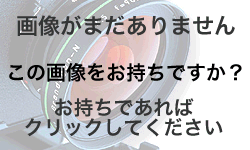
V. yubariana シソバキスミレ
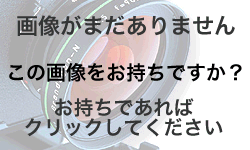
V. brevistipulata subsp. hidakana var. hidakana エゾキスミレ
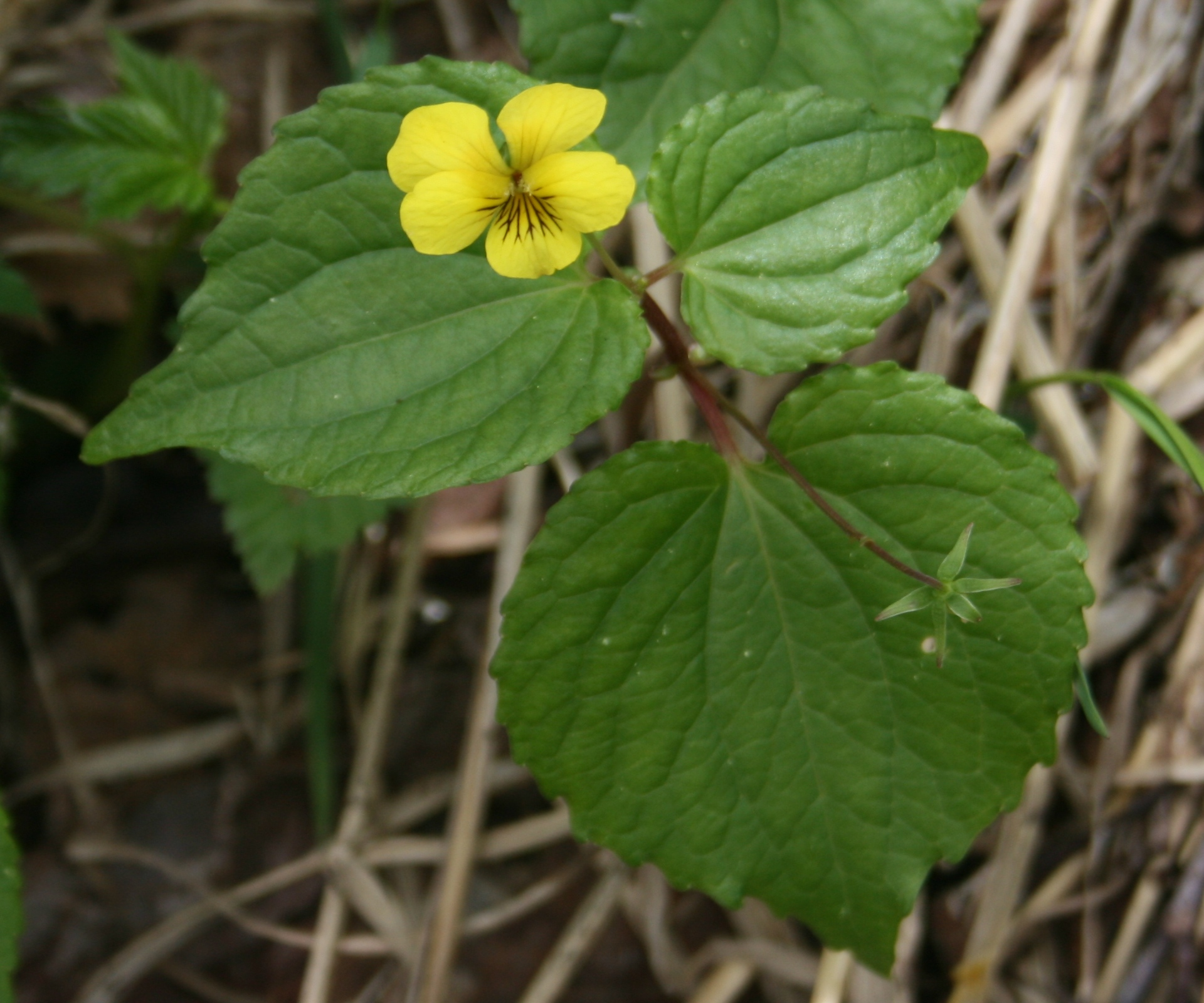
V. brevistipulata subsp. brevistipulata オオバキスミレ
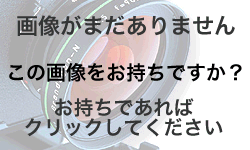
V. brevistipulata subsp. hidakana var. incisa フギレキスミレ
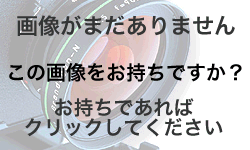
V. brevistipulata subsp. brevistipulata var. kishidae ナエバキスミレ
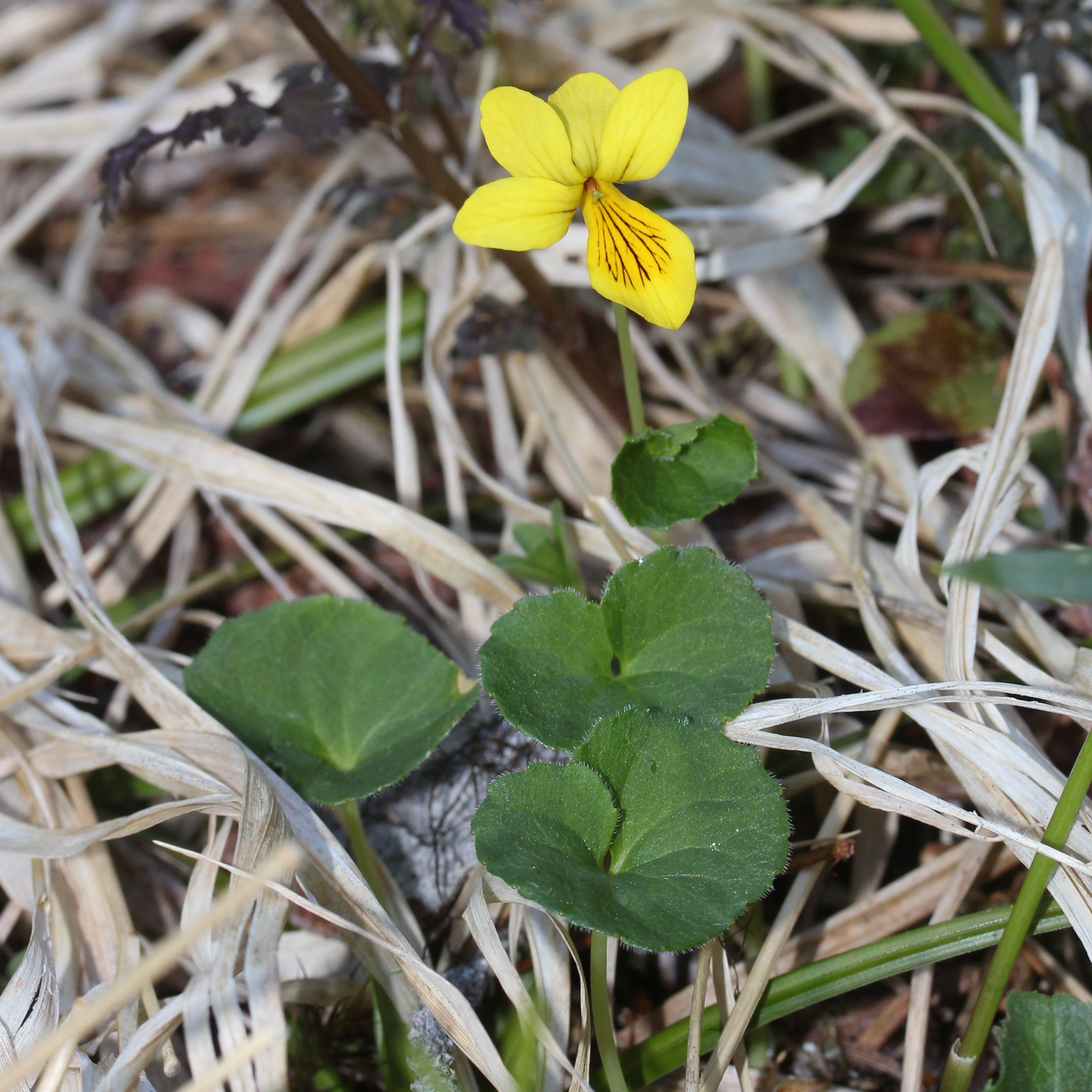
V. biflora キバナノコマノツメ
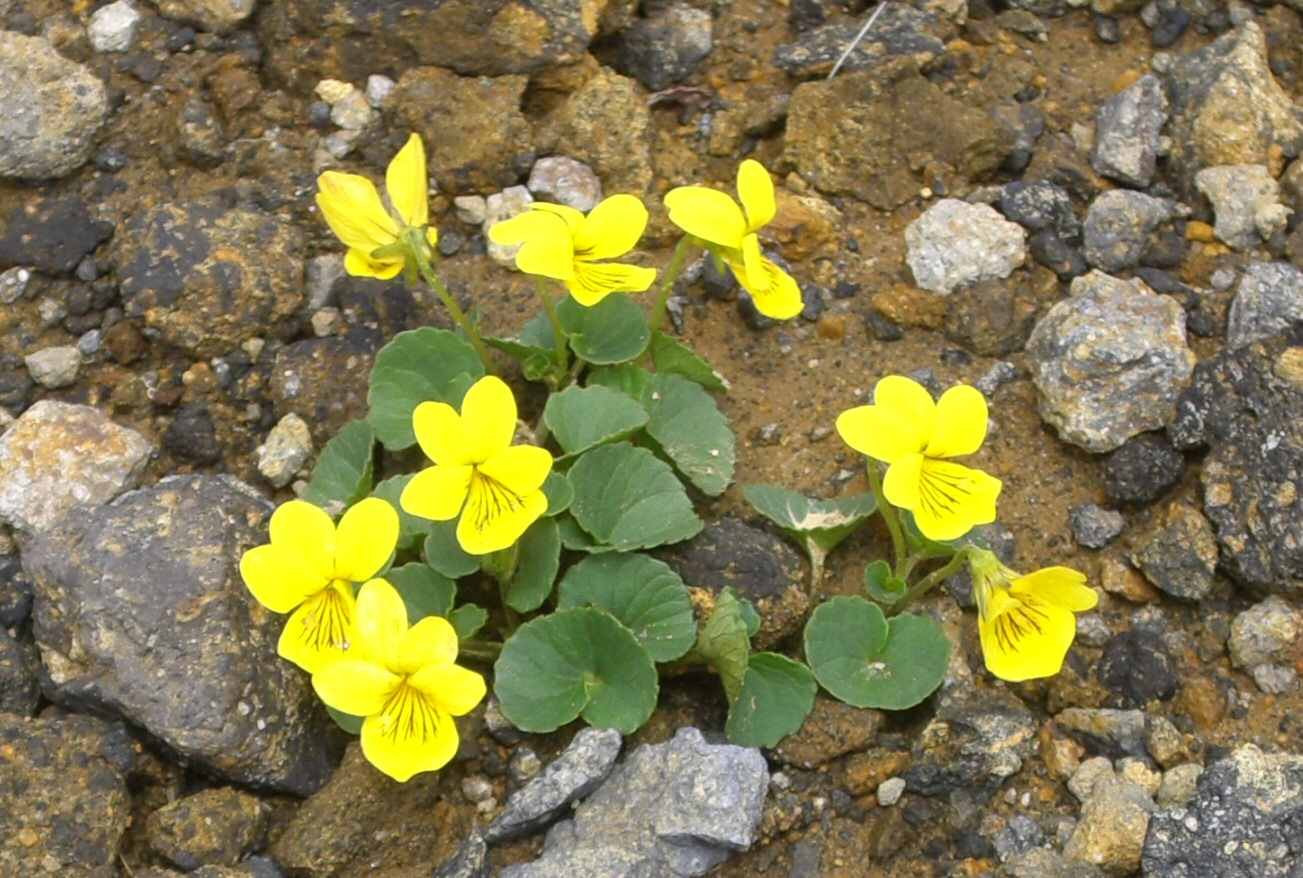
V. crassa subsp. crassa タカネスミレ
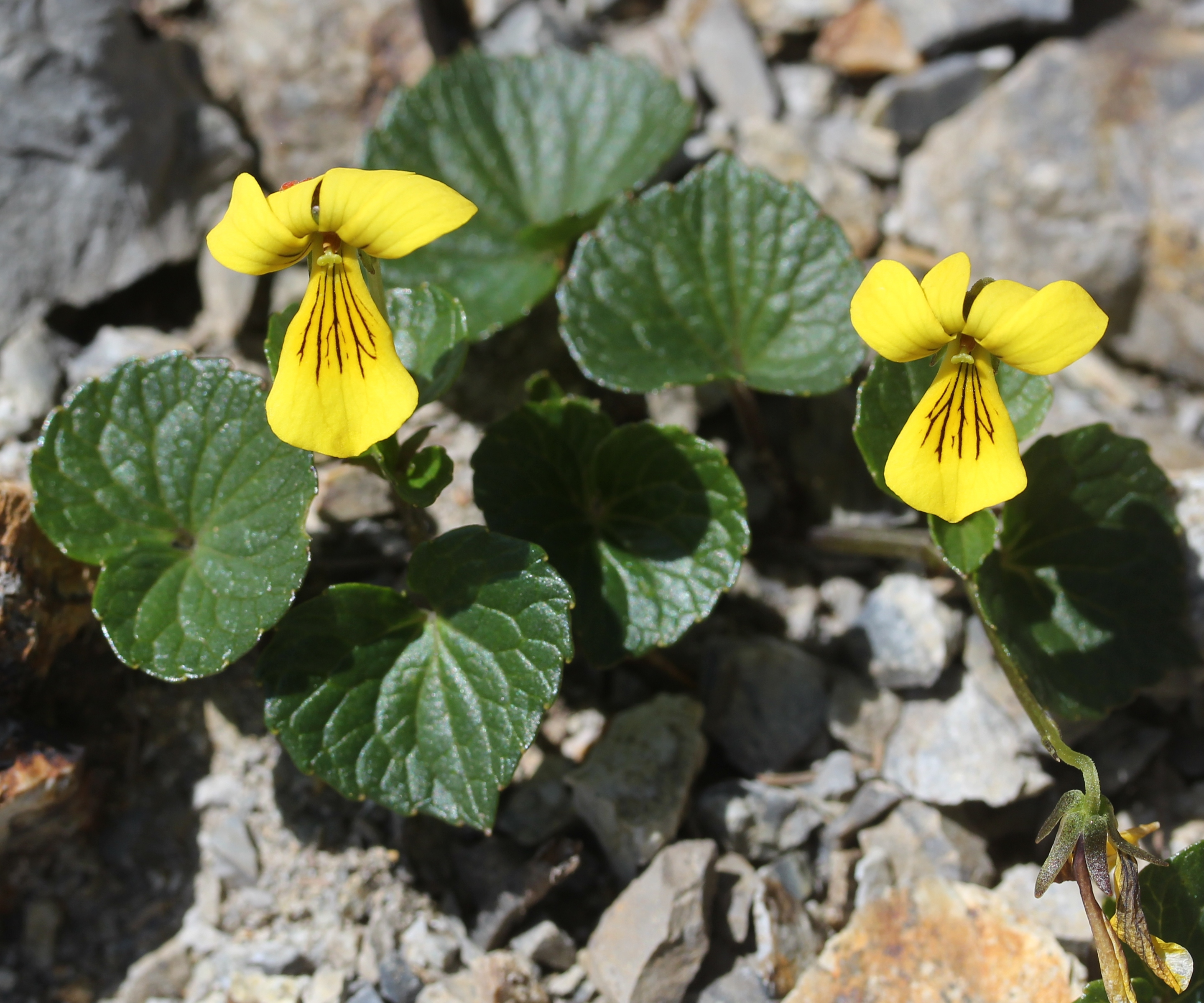
V. crassa subsp. alpicola クモマスミレ